# Ярофій Гостський
Ярофі́й Васи́льович Го́стський (пом. поч. 1581) — руський боярин (шляхтич) з роду Гостських, гербу Кирдій. Землевласник у Луцькому та Кременецькому повітах Волинського воєводства Великого Князівства Литовського, Корони Польської. Державний та військовий діяч. Родове гніздо — Гоща. 

## Біографія та діяльність
Ярофій Васильович Гостський син королівського дворянина Василя Богдановича Гостського. Згаданий під час ревізії Луцького замку 1545 року. У 1557 році — королівський дворянин. Того ж року разом із двоєрідним братом Романом Гостським здійснив поділ володінь Гостських. У 1560 році отримав два привілеї — на ярмарок, на тижні після св. Онуфрія в маєтності Крупа та на корчму у двірці під Луцьком. 18 квітня 1561 року Ярофій Гостський серед комісарів під час розмежування олицьких володінь князя Миколая Радивила «Чорного» та клеванських володінь князя Івана Федоровича Чорторийського. У 1565—1568 роках фігурує як ротмістр. У 1567 році згаданий у листі великого гетьмана литовського Григорія Олександровича Ходкевича до князя Романа Федоровича Санґушка, де поміж іншого йшлося про підготовку до походу на північ Русі, під Чашники.
У 1569 році підписав Люблінську унію, доклавши таким чином і свою руку до отримання від короля Зиґмунда ІІ Августа значних привілеїв руським землям та Волині зокрема.
У квітні 1572 року виклопотав привілей на осадження в Кременецькому повіті міста з магдебурзьким правом, ярмарками й торгами. У Руській метриці воно зазначене як Дорофіїв, а в наступних документах — Ярофіїв. У 1574 році був обраний депутатом від Кременецького повіту до каптурового суду, створеного в Луцьку під час «безкоролів'я». По смерті волинського воєводи князя Богуша Федоровича Корецького був призначений новообраним королем Стефаном Баторієм справцею осиротілого земського уряду в Луцьку.
У шлюбі з Ганною з Козинських, рід якої теж походить від Кирдійовичів. 26 листопада 1578 року Ярофій Гостський записав їй третю частину своїх володінь у сумі 1 000 золотих з привінком, а  саме замок та місто Крупу з присілками, вона ж зробила внесення своє, записавши  гроші та інші цінності. На 1578 рік депутат луцького трибуналу. Ярофій Васильович Гостський користувався неабияким авторитетом серед волинської шляхти. Про це зокрема свідчить його присутність у якості свідка в тестаментах таких людей, як Юрій князь Збаразький, Богуш князь Корецький, вдова Семена Бабинського — Марія Чаплич, Ян-Гурко Омелянський та інші. Також його зазначали в тестаментах досить почтивих людей серед опікунів. Свою дружину Ганну з Козинських перед смертю передавав під опікунство Януша кн. Заславського, волинського воєводи князя Юхима кн. Корецького та Федора Чаплича-Шпанівського. 27 червня 1580 року Ярофій Гостський склав тестамент у Крупському замку, готуючись піти зі світу живих. У ньому, зокрема, йшлося про харчове отруєння, яке він отримав разом з іншими під час бенкету в Тучинському замку Олександра Семашка. Останній з його слів також зазнав отруєння. Поміж іншого з тестаменту відомо, що Ярофій Гостський наприкінці життя заклав на Волині замок Орля. 8 січня 1581 року Ганна Гостська поховала свого чоловіка в Дорогобужі, який серед місцевої шляхти уважався святим місцем.
Після смерті Ярофія Гостського на частину його майна став претендувати двоєрідний брат Роман Гостський та його сини. Коли вони відправили возного з позовом до замку Ганни, то з його слів вона зустріла його пострілами з гармати, рушниць і гаківниць. Ганна Гостська активно зайнялася фундаторською діяльністю, зокрема заснувала Почаївський монастир та друкарню при ньому. Згодом вже у своєму тестаменті Ганна Гостська просила, щоб її поховали там само, але з невідомих причин була похована в Почаївському монастирі. Відомо, що від шлюбу Ярофія Гостського та Ганни Козинської нащадків не залишилось, а по її смерті майже все майно перейшло небожу її сестри Варвари Козинської — Анджеєві Фірлею. До відомих володінь Ярофія Гостського та Ганни Козинської входили повністю або частково:
- У Луцькому повіті: Гоща, Крупа, Рясники, Микулин, Козлин, Котів, Звірів, замок Орля, двір у Луцьку, Рудня на річці Любаші, безіменний двірець Кобила (кобила, кобилє — підвищення, палісад, тощо).
- У Кременецькому повіті: Почаїв, Савчиці, Кімнатка, Ярофіїв, Ледухів, Бережці[6], Перенятин, Башарівка, Волиця.[7]